# لوكاس فاغنر
لوكاس فاغنر هو لاعب كرة قدم دنماركي، ولد في 19 نوفمبر 2004.